# Ɑ
Ɑ, ɑ – litera rozszerzonego alfabetu łacińskiego oparta na rękopiśmiennym a lub na greckiej małej alfie (α).

## Wykorzystanie
Chociaż ɑ jest zwykle tylko rękopiśmiennym wariantem a, niekiedy zachodzi konieczność ich rozróżnienia:
- W Międzynarodowym Alfabecie Fonetycznym, „ɑ” oznacza samogłoskę otwartą tylną niezaokrągloną, natomiast „a” oznacza samogłoskę otwartą przednią niezaokrągloną.
- Również w Powszechnym alfabecie języków Kamerunu „Ɑ” zwykle odpowiada samogłosce otwartej tylnej niezaokrąglonej, a „A” samogłosce otwartej przedniej niezaokrąglonej. Ta pierwsza jest używana w ortografiach kilku języków Kamerunu, w tym:
  - Fe’fe’[1]
  - Mbembe[2]

W językach Kamerunu, przy pisaniu odręcznym ɑ musi być zapisywana jak minuskuła greckiej alfy, w celu odróżnienia od a.

## Typografia

A, Ɑ i grecka alfa w krojach: Arial, Times New Roman, Gentium, Doulos SIL, Cambria, Linux Libertine, Andron Mega Corpus, Courier New, i Consolas. Drugi rząd: kursywa, te same czcionki.

## Kodowanie
| Znak                   | Ɑ                          | Ɑ                          | ɑ                        | ɑ                        |
| ---------------------- | -------------------------- | -------------------------- | ------------------------ | ------------------------ |
| Nazwa w Unikodzie      | LATIN CAPITAL LETTER ALPHA | LATIN CAPITAL LETTER ALPHA | LATIN SMALL LETTER ALPHA | LATIN SMALL LETTER ALPHA |
| Kodowanie              | dziesiątkowo               | szesnastkowo               | dziesiątkowo             | szesnastkowo             |
| Unicode                | 11373                      | U+2C6D                     | 593                      | U+0251                   |
| UTF-8                  | 226 177 173                | e2 b1 ad                   | 201 145                  | c9 91                    |
| Odwołania znakowe SGML | &#11373;                   | &#x2C6D;                   | &#593;                   | &#x0251;                 |